# Nobuko Yoshiya
Nobuko Yoshiya, född 12 januari 1896, död 11 juli 1973, var en japansk författare verksam under Japan under Shōwa- och Taishō-perioden. Hon var en av Japans mest kommersiellt framgångsrika och produktiva författare.